# Zemianska Olča
Zemianska Olča est un village de Slovaquie situé dans la région de Nitra.

## Histoire
Première mention écrite du village en 1247.

## Démographie

### Évolution de la population
| Année:               | 1994. | 2004.   | 2014.   | 2024.   |
| -------------------- | ----- | ------- | ------- | ------- |
| Nombre de personnes: | 2614  | 2598    | 2362    | 2248    |
| Différence:          |       | -0,61 % | -9,08 % | -4,82 % |

| Année:               | 2023. | 2024.   |
| -------------------- | ----- | ------- |
| Nombre de personnes: | 2257  | 2248    |
| Différence:          |       | -0,39 % |